# Oppligen
Oppligen is een gemeente en plaats in het Zwitserse kanton Bern, en maakt deel uit van het district Bern-Mittelland.
Oppligen telt 665 inwoners.